# Niżnia Barania Szczerbina
Niżnia Barania Szczerbina (słow. Veľká Barania štrbina) – przełęcz położona w Baraniej Grani, w słowackich Tatrach Wysokich. Siodło Niżniej Baraniej Szczerbiny oddziela Pośrednią Baranią Turnię od Skrajnej Baraniej Turni – są to dwie niżej położone spośród trzech Baranich Turni. Na siodło tej przełęczy nie prowadzą żadne znakowane szlaki turystyczne.
Pierwszego wejścia na Niżnią Baranią Szczerbinę dokonali Zygmunt Klemensiewicz, Jerzy Maślanka i Rudolf Nałęcki przy przejściu Baraniej Grani 24 sierpnia 1923 r.